# Фактор Черчилля
Фактор Черчилля. Як одна людина змінила історію (англ. The Churchill Factor: How One Man Made History) — книга британського політика, журналіста та прем’єр-міністра Великої Британії Бориса Джонсона, в якій він докладно розповідає про життя колишнього прем’єр-міністра сера Вінстона Черчилля. Книгу опублікувало 23 жовтня 2014 року видавництво Hodder & Stoughton. В Україні книга видана видавництвом Vivat.

## Сюжет

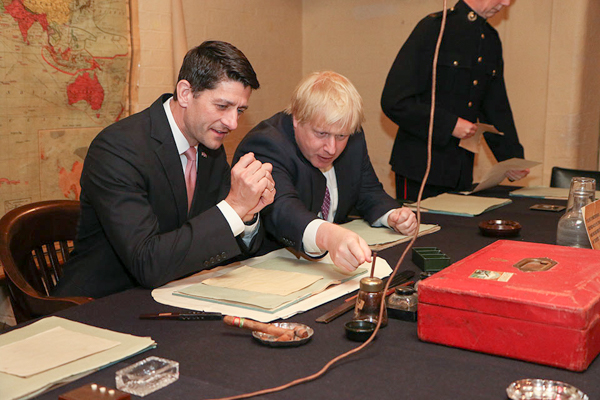
Джонсон показує американському політику Полу Раяну бойові кімнати Черчилля часів Другої світової війни

У книзі Джонсон докладно розповідає про життя державного діяча, солдата та письменника та колишнього прем’єр-міністра сера Вінстона Черчилля. Джонсон хвалить зусилля Черчилля як лідера під час Другої світової війни, написавши, що «він один врятував нашу цивілізацію».
|  | Він був ексцентричним, надзвичайним табором, зі своїм особливим фірмовим одягом – і неперевершеним генієм... Від самої своєї появи як молодого депутата від Торі він критикував і насміхався з власної партії... Було надто багато Торі, які вважав його безпринципним опортуністом... Його вороги виявили в ньому титанічний егоїзм, бажання знайти будь-яку хвилю, які він міг, і плавати по ньому довго після того, як він розчинився в піні на пляжі... Він справді поводився зі смертельною вірою в себе, і піти далі, ніж будь-хто інший міг подумати. |

## Рецензії
Після публікації Джон Кампфнер з The Observer сказав, що в книзі є «не такі тонкі» спроби провести паралель між Джонсоном і Черчиллем.
У The Daily Telegraph Кон Кафлін написав: «Хоча Джонсон явно шанувальник Черчилля, може бути важко зрозуміти, які нові ідеї він привносить у дослідження державного діяча. Звичайно, очевидний підтекст полягає в тому, що Джонсон намагається порівняти свою власну репутацію політичного дивана з репутацією Черчилля, що ставить запитання: що Вінстон Черчилль зробив би про Бориса Джонсона?» 
В іншій рецензії сказано, що «як і характеристика деяких власних творів Черчилля, ця книга «чітка, різка, сповнена коротких речень, які змушують читача рухатися вниз по сторінці». 
Соня Пурнелл у The Independent сказала: «Він справді має певний геній – як показано в його попередній книзі «Омріяний Рим» – зробити історію, кажучи цим жахливим терміном, «доступною»... У книзі, можливо, менше сказано про Черчилля, ніж про амбіції та самооцінку Бориса [Джонсона]. З погляду підручника історії, це втрачена можливість. Для кар’єри Джонсона це, без сумніву, творитиме чудеса.».
У New Statesman Річард Дж. Еванс сказав: «Книга читається так, ніби її продиктували, а не написали. Усю дорогу ми чуємо голос Бориса; це схоже на те, щоб бути загнаним у куток у Клубі трутнів і годинами промовляти Берті Вустер."  The Times також відзначила «голос Берті Вустера» в книзі, описуючи її підхід як «ніколи не нудний, по-справжньому розумний у деяких частинах, безнадійно упереджений у своїх судженнях і іноді дратівний до виснаження в словесних ношах.».
Домінік Сендбрук, рецензуючи роботу для Evening Standard, написав, що Фактор Черчилля «має таке ж відношення до історичної книги, як епізод «Доктора Хто» до документального фільму BBC».